# Petar Metličić
Petar Metličić (Split, 25. prosinca 1976.), bivši hrvatski rukometaš. Igrao je na poziciji desnog vanjskog. Od 2003. sudjelovao je na svim velikim natjecanjima Hrvatske reprezentacije i osvojio mnoge medalje, a 2004. je dobio Državnu nagradu za šport "Franjo Bučar". Godine 2010. iz Ciudad Reala prelazi u Celje. U ožujka 2012. godine prešao je u francuski Montpellier, zamijenivši ozlijeđenog slovenskog igrača Vida Kavtičnika.